# 岩鼻駅
岩鼻駅（いわはなえき）は、山口県宇部市岩鼻町にある、西日本旅客鉄道（JR西日本）宇部線の駅。

## 歴史
- 1914年（大正3年）1月9日：宇部軽便鉄道が宇部新川駅 - 藤山駅（後の藤曲駅） - 宇部駅間で開業した際に、停留場として開設[2]。
- 1921年（大正10年）12月21日：社名変更により宇部鉄道の駅となる[3]。
- 1938年（昭和13年）：駅舎改築[1]。
- 1941年（昭和16年）6月10日認可：停車場となる[2]。
- 1943年（昭和18年）5月1日：宇部鉄道国有化[2]。宇部東線の駅となる[3]。
- 1945年（昭和20年）6月20日：宇部西線貨物支線として、居能駅 - 当駅間が開業[3]。
- 1948年（昭和23年）2月1日：宇部東線が宇部線に改称され[3]、当駅もその所属となる。宇部西線は小野田線に改称[3]。
- 1952年（昭和27年）4月20日：小野田線貨物支線であった居能駅 - 当駅間が宇部線に編入[3]。宇部線の宇部駅（現・宇部新川駅） - 岩鼻駅間は、編入区間を含めた居能駅経由の新線に切り替えられる[3]。同時に藤曲駅経由の宇部線旧線は廃止[2]。
- 1971年（昭和46年）10月1日：荷物扱い廃止[2]。
- 1987年（昭和62年）4月1日：国鉄分割民営化により西日本旅客鉄道の駅となる[2]。
- 1990年（平成2年）5月1日：無人駅となる。

## 駅構造
相対式ホーム2面2線を有し、交換設備を備えた地上駅。下りホーム側に駅舎があり、上りホームへは跨線橋で連絡している。無人駅となっているが、駅舎内に自動券売機が置かれている。

### のりば
| のりば | 路線    | 方向 | 行先               |
| ------ | ------- | ---- | ------------------ |
| 1      | ■宇部線 | 下り | 宇部方面           |
| 2      | ■宇部線 | 上り | 居能・宇部新川方面 |

※のりば番号は駅自動放送でのみ呼称される。駅舎側が1番のりばである。

## 利用状況
1日の平均乗車人員は以下の通りである。
| 乗車人員推移 | 乗車人員推移 |
| 年度         | 1日平均人数  |
| ------------ | ------------ |
| 1999         | 649          |
| 2000         | 614          |
| 2001         | 583          |
| 2002         | 509          |
| 2003         | 482          |
| 2004         | 468          |
| 2005         | 489          |
| 2006         | 427          |
| 2007         | 369          |
| 2008         | 367          |
| 2009         | 334          |
| 2010         | 313          |
| 2011         | 298          |
| 2012         | 294          |
| 2013         | 298          |
| 2014         | 306          |
| 2015         | 329          |
| 2016         | 324          |
| 2017         | 283          |
| 2018         | 282          |
| 2019         | 261          |
| 2020         | 197          |
| 2021         | 207          |
| 2022         | 232          |

## 駅周辺
- 宇部市藤山ふれあいセンター
- 宇部平原郵便局
- 宇部フロンティア大学・宇部フロンティア大学短期大学部
- 宇部フロンティア大学付属中学校・香川高等学校
- アルク厚南店
- 岩鼻公園
- 厚東川
- 国道190号

## 隣の駅
西日本旅客鉄道（JR西日本）
■宇部線
居能駅 - 岩鼻駅 - （際波信号場） - 宇部駅

### かつて存在した路線
日本国有鉄道
宇部線（旧線）
藤曲駅 - 岩鼻駅 （- 西宇部駅〈現・宇部駅〉）